# Priscilla Betti
Pour les articles homonymes, voir Priscilla et Betti.
Vous pouvez aider à l'améliorer ou bien discuter des problèmes sur sa page de discussion.
- Il ne s’appuie pas, ou pas assez, sur des sources secondaires ou tertiaires. (Marqué depuis novembre 2024)
- Son ton est trop promotionnel ou publicitaire, voire hagiographique. Le texte doit adopter un ton neutre et encyclopédique. (Marqué depuis novembre 2024)

- Archive Wikiwix
- Bing
- Cairn
- DuckDuckGo
- E. Universalis
- Gallica
- Google
- G. Books
- G. News
- G. Scholar
- Persée
- Qwant
- (zh) Baidu
- (ru) Yandex
- (wd) trouver des œuvres sur Wikidata

Priscilla Betti, de son vrai nom Prescillia Cynthia Samantha Betti[réf. nécessaire], ou simplement Priscilla, est une chanteuse et actrice française, née le 2 août 1989 à Nice (Alpes-Maritimes)[réf. nécessaire].
Souvent perçue comme une icône des années 2000 en France, marquant toute une génération grâce à ses chansons (Quand je serai jeune, Cette vie nouvelle, Regarde-moi (teste-moi, déteste-moi), Tchouk tchouk musik et Toujours pas d'amour), elle a sorti six albums studios entre 2001 et 2017 dont les trois premiers (Cette vie nouvelle, Priscilla et Une fille comme moi) sont certifiés « Or ».
En parallèle de sa carrière musicale, Priscilla fait ses débuts à la télévision avec la série Chante ! (2008-2011), diffusée sur France 2 et y joue le rôle de Tina Ravel, une jeune femme qui rêve de devenir chanteuse.
Par la suite, Priscilla se concentre davantage sur les comédies musicales : Flashdance, le musical (2014 - 2016) et Les Comédies Musicales - Le Grand Show (depuis 2022).

## Biographie

### Cette vie nouvelle, les débuts (2001)
En 1999, Priscilla Betti assure le doublage de la voix française du personnage Annie du film musical Annie de l'américain Rob Marshall.
Le 23 février 2001, à 11 ans, elle est repérée par le producteur de Metro-Goldwyn-Mayer, Patrick Debort, lors de son premier passage télé dans l'émission Drôles de petits champions, sur TF1.
Le 25 septembre 2001, elle sort son premier single Quand je serai jeune dans la maison de disques BMG.
En 2001, elle se rend à New York, aux États-Unis, et rencontre son idole Britney Spears qui lui remet un disque d'or pour son single Quand je serai jeune. Ce titre étant un succès, est alors inclus dans la bande originale francophone du film d'animation Jimmy Neutron : Un garçon génial.
Son premier album Cette vie nouvelle, sorti en juin 2002, est certifié disque d'argent avec 90 000 exemplaires vendus.

### Les succèsPriscillaetUne fille comme moi(2002 à 2004)
En décembre 2002 sort le deuxième album Priscilla. En sont issus les singles Regarde-moi (teste-moi, déteste-moi), qui se classe cinquième au classement français avec 300 000 disques vendus, et Tchouk tchouk musik qui dépasse les 140 000 exemplaires.
En février 2004 sort son troisième album Une fille comme moi dans lequel se trouve le single Toujours pas d'amour, certifié disque d'argent pour plus de 100 000 copies vendues. S'ensuivent les extraits Toi c'est moi et Jalousie. L'album devient disque d'or avec plus de 280 000 exemplaires vendus.

### Bric à brac(2005-2006)
En 2005, Priscilla Betti change de maison de disques et passe de BMG à Jive Records[réf. souhaitée]. Bric à brac, dont la sortie est prévue pour le mois de juin sera le premier album enregistré par sa nouvelle maison de disques.
Le 27 juin 2005, elle sort son quatrième album Bric à brac, un album plus pop rock, dont le premier single est Bric à brac. D'après elle, cet album est une transition entre ce qu'elle faisait avant et ce qu'elle désire faire à présent.[réf. nécessaire] Les ventes de l'album n'arrivent pas à 50 000 exemplaires[réf. nécessaire], mais Priscilla obtient quand même le disque d'argent pour cet album[réf. nécessaire].

### Casse comme du verre et Chante!(2007-2011)

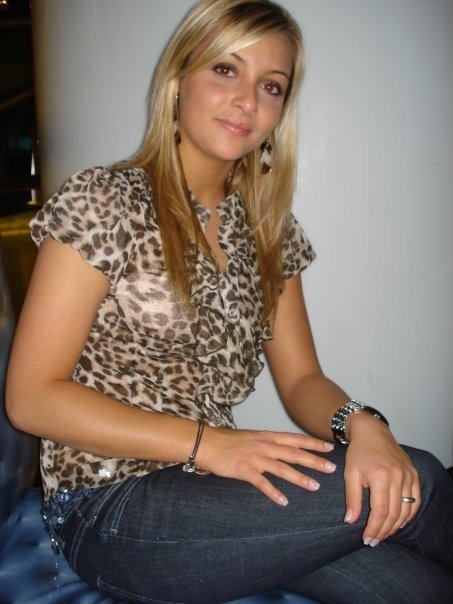
Priscilla Betti en 2007.

En 2007, Priscilla Betti présente son cinquième album intitulé Casse comme du verre, vendu à un peu plus de 30 000 exemplaires.
Dans la même année, elle se sépare de son producteur Patrick Debort et, à dix-huit ans, accepte de poser légèrement vêtue pour le magazine Gala en 2008 bien qu'en 2010, elle fait la une d’Entrevue à l'occasion de ses vingt-et-un ans.
Parallèlement à la musique, Priscilla tourne dans la série Chante !, où elle détient le rôle principal, diffusée à partir du 18 février 2008 sur France 2 dans la plage horaire de l'émission KD2A, avec son premier single Chante ! comme générique. Des extraits de chansons de l'album Casse comme du verre, d'une durée d'environ trente secondes, ponctuent la série à chaque épisode. Elle a été diffusée sur France 2 dans KD2A. Le succès de la série permet la mise en production de trois saisons supplémentaires. Chaque saison permet la sortie d’un album « bande original » interprété par la chanteuse et les autres acteurs de la série.
En avril 2011, Priscilla Betti chante sa nouvelle chanson Les Grandes Résolutions chez Eddy Murté dans l'émission Ô rendez-vous sur France Ô.
En août 2011, le responsable de la fiction en journée du groupe France Télévisions a annoncé l'arrêt de la série avec la diffusion de la 4e saison de Chante !.
En décembre 2011, elle fait une apparition en live sur M6 pour réinterpréter Regarde-moi (teste-moi, déteste-moi), en version soul. Elle déclare alors que son prochain album sera principalement sur ce courant musical. Multipliant les plateaux télés, elle annonce la production d'un 6e album en collaboration avec Benjamin Biolay,,. Sachant qu'elle a décidé de changer de registre musical et de nom d'artiste, son nouveau nom d'artiste sera Priscilla Betti[réf. souhaitée].

### Flashdance et Danse avec les stars(2014-2016)

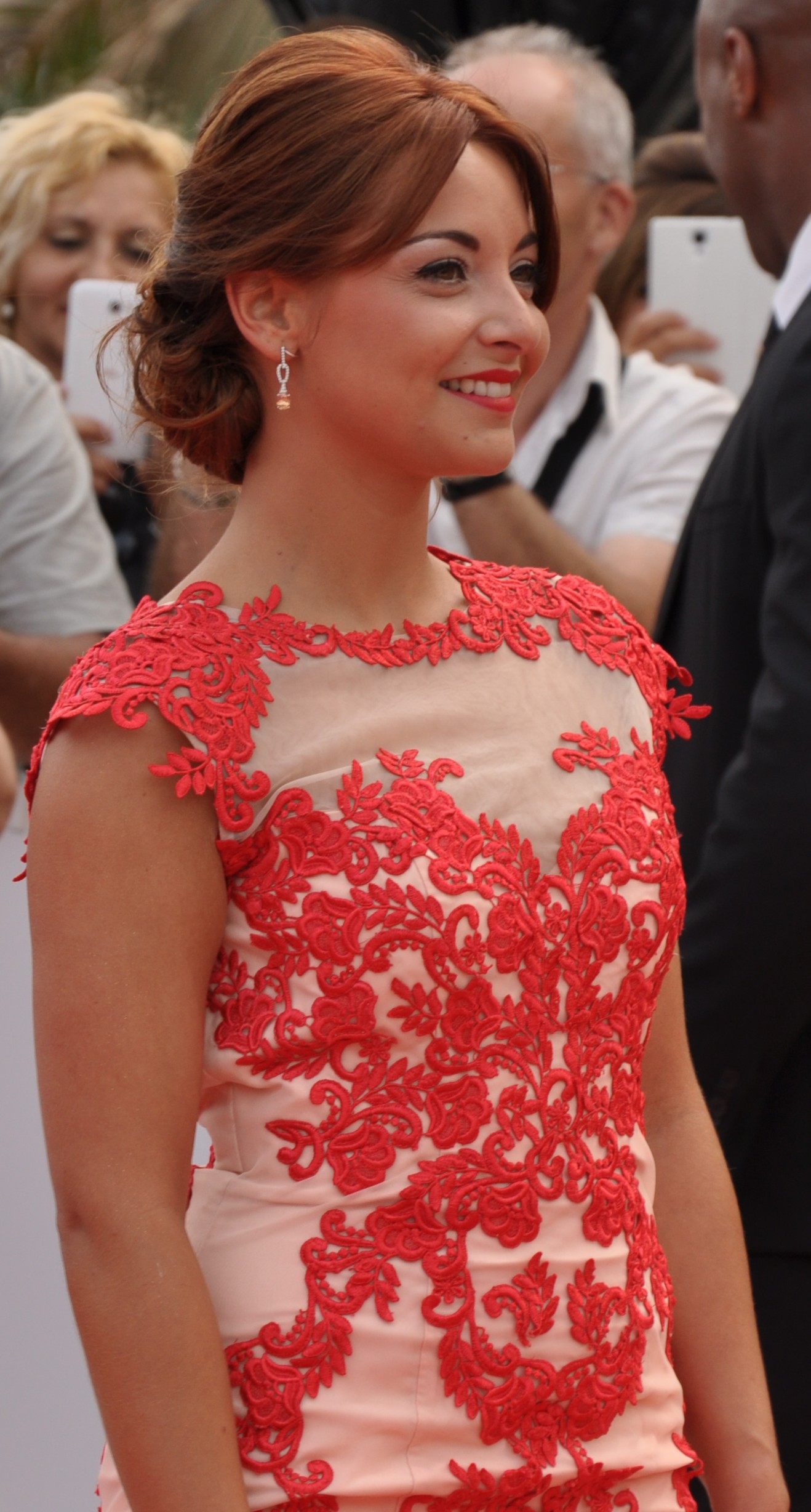
Priscilla Betti en 2015.

Après deux années d’absences médiatiques, Priscilla Betti annonce sur NRJ le 18 avril 2014 qu'elle interprétera le premier rôle dans la comédie musicale Flashdance au théâtre du Gymnase Marie-Bell de Paris du 23 septembre 2014 au 7 mars 2015. Le spectacle trouve son public, rencontre le succès et part en tournée pour 44 dates sur toute la France, en Belgique et en Suisse du 10 mars 2016 au du 28 mai 2016[source insuffisante].
À l'automne 2015, Priscilla Betti participe à la sixième saison de l'émission Danse avec les stars sur TF1, aux côtés du danseur Christophe Licata, et termine deuxième de la compétition.
Le 11 décembre 2015, elle sort un single inédit Moi je danse (105ᵉ du Top single France), le premier depuis l'album Casse comme du verre.
Le 8 septembre 2016, elle dévoile sa nouvelle maison de disques, Capitol Music France, avec qui elle prépare son retour musical. La même année, elle participe également au troisième album We Love Disney 3 où elle interprète le titre Où est la vraie vie. Le 3 décembre 2016, elle sort Changer le monde (119e du Top Single France), son nouveau single issu de son prochain album, et fait son retour dans Danse avec les Stars (septième saison) pour une soirée spéciale danse en trio : elle accompagne Florent Mothe et Candice Pascal sur un bollywood.

### La vie sait(2017 - 2018)
Le 27 janvier 2017, Priscilla Betti dévoile un nouveau single La vie sait (109e du Top Single France) issu de son prochain album qui sort au printemps 2017. Le texte de ce titre choisi comme single est écrit par Nazim Khaled, qui a écrit des chansons pour Amir et Kendji Girac,. Le 8 mars 2017, Priscilla dévoile le clip de ce nouveau single La vie sait sur YouTube. Il a été tourné au Maroc. Le 19 mai 2017, elle sort son sixième album intitulé La vie sait, qui marque une étape plus mature dans son parcours musical. 
Après son sixième album, Priscilla Betti remonte les marches du Festival de Cannes pour la troisième fois, défile pour Christophe Guillarme et participe au programme diffusé sur M6 The Island. Elle prend également sa place en tant que chroniqueuse aux côtés de Issa Doumbia en prime-time sur W9.

### Projets récents et nouveaux concerts(Depuis 2019)
Entre 2019 et 2020, Priscilla poursuit sa carrière de chanteuse en tant que meneuse de revue  sur les shows musicaux Insolentes et Jet Lag au Casino Barrière de Nice puis rejoint une nouveau spectacle musicale baptisé Les Comédies Musicales à partir de 2022. Ce spectacle part en tournée en 2024, à laquelle Priscilla participe.
En 2024, elle participe à la tournée I Gotta Feeling, la tournée des années 2000 réunissant de multiples chanteurs et chanteuses des années 2000. Elle devrait de nouveau être présente sur l'intégralité de la tournée en 2026.
Afin de célébrer ses 25 ans de carrière, un concert spécial devrait se tenir à La Cigale en février 2026.

## Cinéma et télévision
En janvier 2004, Priscilla Betti joue le rôle de Chelsea Lechat, aux côtés de Michel Serrault, Arielle Dombasle et Christian Clavier, dans la comédie Albert est méchant d'Hervé Palud.
En 2006, elle apparaît dans une publicité pour le menu Happy Meal de McDonald's.
En 2011, à la suite de l'arrêt de Chante !, elle joue le rôle de Priscilla dans la 3e saison de la série humoristique Autoroute Express de Florian Hessique qui est diffusée au niveau national sur plusieurs chaînes de la TNT comme BDM TV, TLP, TV Paese, etc.
Le 15 mai 2018, elle participe à The Island : Célébrités sur M6,,,.

## Vie privée
Priscilla Betti est la benjamine de Jean-Pierre Betti (né le 6 janvier 1949) et d'Annie Betti (née le 31 mars 1951). Elle a deux sœurs aînées : Sandra, qui est également chanteuse, et Séverine, qui est préparatrice en pharmacie.
De 2013 à 2018, Priscilla Betti est en couple avec l'ex-footballeur Gilles Noto. En janvier 2019, elle officialise son couple avec Maxence Van Damme. En décembre 2022, elle révèle être célibataire depuis deux ans.

## Discographie

### Albums
- 2002 : Cette vie nouvelle
- 2002 : Priscilla
- 2004 : Une fille comme moi
- 2005 : Bric à brac
- 2007 : Casse comme du verre
- 2009 : Chante ! BO saison 2
- 2011 : Chante ! BO saison 4
- 2011 : Chante ! BO saison 5
- 2014 : Flashdance The Musical
- 2017 : La vie sait

### DVD
- 2003 : Priscilla en concert à l'Olympia
- 2004 : Priscilla : Une fille comme moi

## Filmographie

### Cinéma
- 1999 : Annie, de Rob Marshall : Annie (voix).
- 2004 : Albert est méchant, d'Hervé Palud : Chelsea Lechat
- 2015 : Secret d'Hiver, de Vincent Harter : Émilie [annulé][Quoi ?]

### Séries télévisées
- 2008-2011 : Chante ! (série télévisée) : Tina Ravel
- 2008 : La Grande Scooby Trouille 3 (dessin animé) : elle-même
- 2011 : Autoroute Express (série télévisée), saison 3, réalisée par Florian Hessique : elle-même
- 2017 : Nos chers voisins sur TF1 : Anaïs

### Web série
- 2012 : Super Keum, web série avec l'humoriste Anthony Joubert, réalisé par Guillaume Sanjorge

## Émissions de télévision
- 2001 : Drôles de petits champions sur TF1 : candidate
- 2004 : Zone rouge sur TF1 : candidate
- 2008, 2014, 2016 : Fort Boyard sur France 2
- 2014 : Les mini-sosies font leur show (sur Gulli), présenté par Vincent Lagaf' : jurée
- 2015 : Danse avec les stars (saison 6) sur TF1
- 2018 : The Island : Célébrités sur M6
- 2018 : Strike sur C8
- Depuis 2019 : Les 100 vidéos qui ont fait rire le monde entier sur W9 : chroniqueuse
- 2021 : Back to... sur W9 : chroniqueuse
- 2021 : Mon maître est une célébrité sur C8 : participante

## Comédies musicales/tournées
- 2014-2016 : Flashdance The Musical
- 2019-2020 : Insolentes
- 2019-2020 : Jet Lag
- 2022-2023 : Les Comédies Musicales - Le Grand Show
- 2024 : La Kermesse
- Depuis 2024 : Les Comédies Musicales - La Tournée Officielle
- Depuis 2024 : I Gotta Feeling, la tournée des années 2000

## Publication
- Priscilla c'est moi, éditions Michel Lafon, 2003.